# Otus manadensis
Otus manadensis е вид птица от семейство Совови (Strigidae).

## Разпространение
Видът е разпространен в Индонезия.